# Drift (telekomunikace)
Drift je v telekomunikacích relativně dlouhodobá změna atributu, hodnoty nebo operačního parametru systému nebo zařízení. Drift musí být charakterizován, např. „denní frekvenční drift“ nebo „drift výstupní úrovně“. Drift obvykle je nežádoucí a jednosměrný, ale může být obousměrný, cyklický nebo dlouhodobý s tak malou mírou exkurze, že je zanedbatelný.
Drift je také běžný ve streamovacích aplikacích, které jsou synchronizovány pouze přenosem dat, např. při audio streamingu s nízkou latencí nad TCP/IP. Normálně by oba konce streamovacího spojení měly zůstat synchronizované s centrálními hodinami, ale TCP/IP žádný obecně dostupný mechanismus „centrálních“ nebo „nadřízených hodin“ neposkytuje. Proto časový rozdíl komunikujících zařízení nebo aplikací, které používají vlastní hodiny, může postupem času narůstat a způsobovat krátkodobé poruchy nebo výpadky. Problém lze řešit řízením jitteru nebo driftu nepatrnou úpravou rychlosti hodin na jednom konci spojení.